# 奥田仁
奥田 仁（おくだ ひろし、1948年 - ）は、日本の経済学者。学位は、農学博士（北海道大学）。北海学園大学名誉教授。元地方公務員。

## 来歴[1]
北海道厚岸郡浜中町生まれ、2歳より東京都で育つ。
1967年東京教育大学付属駒場高等学校卒業。1974年東京都立大学(現 首都大学東京)経済学部卒業。1974年北海道庁農務部に入庁。1977年北海道立総合経済研究所（北海道庁研究機関）研究員。1980年北海道庁経済調査室調査専門員。1987年北海道庁経済調査室主任調査専門員。1992年（平成4年）北海学園大学経済学部助教授に就く。1995年同経済学部教授・同大学院経済研究科教授。2002年北海道大学にて農学博士の学位を取得。論題名は「地域経済発展と労働市場：転換期の地域と経済」。2004年北海学園大学開発研究所所長。2010年北海学園大学経済学部長。2015年同大学院経済研究科長。2017年北海学園大学定年退職。同名誉教授。同経済学部非常勤講師（～2019年）。

## 研究
- 専門は、地域経済学・ヨーロッパの地域経済と北海道の比較研究。経済学部では「北海道経済論」を担当。

## 著書
- 安井安信ほか編『北海道経済図説』（共同執筆, 北大図書刊行会, 1990年）
- 大沼盛男ほか編『揺れ動く現代世界の経済政策』（共同執筆, 日本経済評論社, 1995年）
- 岩崎徹編『農業雇用と地域労働市場』（共同執筆, 北海道大学図書刊行会, 1997年）
- 『地域経済発展と労働市場 : 転換期の地域と北海道』（日本経済評論社, 2001年）
- 大沼盛男編『北海道産業史』（共同執筆, 北海道大学図書刊行会, 2002年）
- 仲村政文ほか編『地域ルネッサンスとネットワーク』（共同執筆, ミネルヴァ書房, 2005年）
- 神沼公三郎, 佐藤信, 前田憲と共編『北海道北部の地域社会 : 分析と提言』（筑波書房, 2008年）